# Diamela Eltit
Diamela Eltit González (Santiago, 24 d'agost de 1947) és una escriptora xilena. El 2018 va ser guardonada amb el Premi Nacional de Literatura.

## Biografia
Entre 1966 i 1970 cursa estudis a la Universitat Catòlica de Xile i el 1971 es gradua com a professora d'estat de castellà. Entre 1973 i 1976 fa un postgrau al departament d'Estudis Humanístics de la Universitat de Xile per obtenir una llicenciatura en Literatura.
A partir de 1977 inicia una extensa carrera com a professora a diversos establiments educacionals, entre els més destacats l'Institut Nacional i el Liceu Carmela Carvajal de Prat. El 1984 comença ensenyar a la Universitat ARCIS. Posteriorment fa classes a diferents universitats xilenes i estrangeres i estableix una pertinença a la Universitat Tecnològica Metropolitana, que perdura fins ara, i inicia la pràctica de dirigir tallers literaris.
A l'exterior ha estat professora convidada a les Universitats de Stanford, Washington en Saint Louis, Columbia, Johns Hopkins, Pittsburgh, Virginia, Berkeley i New York University, en la qual des de 2007 fins ara és Professora Distingida Global al Programa d'Escriptura Creativa en castellà. L'any acadèmic 2014-2015 va ser nominada a la Càtedra Simón Bolívar al Centre d'Estudis Llatinoamericans de la Universitat de Cambridge.
El 1998 va contreure matrimoni amb el polític socialista Jorge Arrate, exministre de Mineria del president Salvador Allende i candidat presidencial de l'esquerra xilena el 2009.

## Obres
- Lumpérica, novel·la, Las Ediciones del Ornitorrinco, Santiago, 1983; disponible a Memoria Chilena
- Por la patria, novel·la, Las Ediciones del Ornitorrinco, Santiago, 1986; disponible a Memoria Chilena
- El cuarto mundo, novel·la, Planeta, Santiago, 1988
- El padre mío, libro de testimonios, Francisco Zegers Editor, Santiago, 1989; disponible a Memoria Chilena
- Vaca sagrada, novel·la, Planeta, Buenos Aires, 1991
- El infarto del alma, libro documental, con fotografías de Paz Errázuriz, 1994
- Los vigilantes, novel·la, Sudamericana, Santiago, 1994
- Crónica del sufragio femenino en Chile, assaig, Servicio Nacional de la Mujer SERNAM, Santiago, 1994; disponible a Memoria Chilena
- Los trabajadores de la muerte, novel·la, Seix Barral, Santiago, 1998
- Emergencias. Escritos sobre literatura, arte y política, assaig, Planeta, Santiago, 2000
- Mano de obra, novel·la, Seix Barral, Santiago, 2002; disponible a Memoria Chilena
- Puño y letra, sobre Carlos Prats, Seix Barral, Santiago, 2005.[6]
- Jamás el fuego nunca, novel·la, Seix Barral, Santiago, 2007
- Signos vitales. Escritos sobre literatura, arte y política, Ediciones UDP, Santiago, 2007
- Colonizadas, relato en la antología Excesos del cuerpo. Ficciones de contagio y enfermedad en América Latina, Eterna Cadencia, Buenos Aires, 2009
- Impuesto a la carne, novel·la, Seix Barral, Santiago / Eterna Cadencia, Buenos Aires, 2010
- Antología personal, editorial de la Universidad de Talca, 2012
- Fuerzas especiales, novel·la, Seix Barral, Santiago, 2013
- Réplicas. Escritos sobre literatura, arte y política, assaig, Editorial Planeta, Santiago (2016)
- A máquina Pinochet e outros ensaios
- Sumar, novel·la, Seix Barral, Santiago, 2018